# 万里

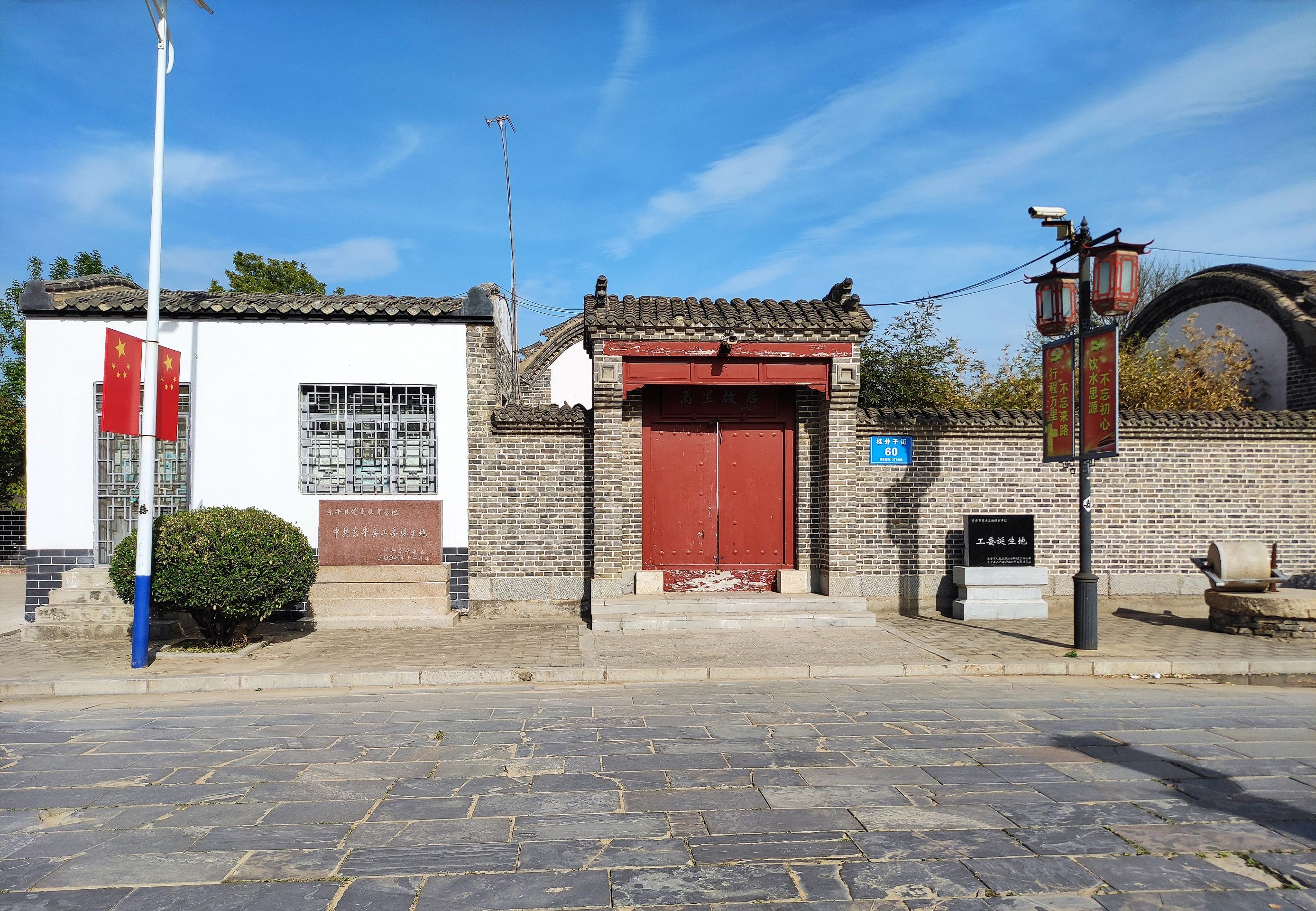
万里的故居，在今东平县州城街道桂井子街

万里（1916年12月1日—2015年7月15日），幼名秀峰，训名明礼，山東省东平人，中国共产党和中华人民共和国政治人物，原正国级领导人，曾任中共第十一届、十二届中央书记处书记，第十二届、十三届中央政治局委员，国务院副总理，第七届全国人大常委会委员长。
万里是邓小平“改革开放”政策的重要支持者，也被认为是邓小平主政时期的「中共八大元老」之一。万里在担任中共安徽省委第一书记期间，支持和鼓励包产到户政策，与时任中共四川省委第一书记赵紫阳齐名，有「要吃米，找万里；要吃粮，找紫阳」的说法。

## 生平

### 早年生活
1916年12月1日，万里出生于山东东平县城关故居中。他出身於一戶贫民家庭，早年在家乡接受了小学教育和初级中学教育，1933年秋考入设在曲阜的山东省立第二师范學校。1936年夏在曲阜二师毕业，並在毕业前不公開加入中国共产党。

### 抗日战争
抗日战争期间，万里在家乡建立了东平县第一個县级中共党组织——东平县工委，同時被任命为書記。县工委動員了群眾，建立了东汶人民抗日自卫队。1938年5月万里任初建立的中共泰西特委宣传部长。1940年后任中共鲁西区委宣传部副部长，冀鲁豫二、七、八地委书记，平原分局第八地委副书记、书记兼军分区政治委员。自1940年春开始，万里参与领导创立、巩固、发展运（河）西抗日根据地。他在根据地建设中致力于开展民主民生运动。运动中，他的《继续贯彻大胆放手的领导方法》一文，影响了整个冀鲁豫边区。到抗日战争后期，运西根据地辖有18个县，是冀鲁豫边区的12个专区中最大的专区。运西的濮县、范县、观城县被称为 “钢铁濮范观，边区小延安”。

### 第二次国共内战
第二次国共内战时期，万里任冀鲁豫党委第二、第七地委书记兼军分区政治委员，冀鲁豫区党委委员、秘书长，第二野战区第五兵团南下干部支队参谋长。内战前半期，万里领导冀鲁豫区的第二、第七地委军聯合當地軍民在戰役中擊敗了国民革命军，同時支持晋冀鲁豫野战军发起的鲁西南战役；陈毅和粟裕华东野战军西兵团发起的沙土集战役，並且同時在黃河地區發動游擊戰。

### 建国初期
1949年，随第二野战军（刘邓大军）南下，参与接管南京的工作。解放军攻占南京后，被委任為军管会财委副主任、经济部部长、建设局局长。中華人民共和國建立后，曾擔任西南军政委员会工业部副部长、部长，财政经济委员会委员。
1953年1月被中共中央調職至北京，主管全國城市规划建设。1958年，万里改任中共北京市委书记处书记、北京市副市长。自1958年8-9月间开始协助国务院总理周恩来兴建北京著名的“十大建筑”，並且全部在10個月內竣工，受到中共中央主席毛泽东称赞和媒體的廣泛宣傳。

### 文革时期
“文化大革命”前期，万里失去自由，中期复出，1973年5月－1975年1月任中共北京市委书记、市革委会副主任。1975年1月出任铁道部部长，整顿铁路交通秩序，成效显著，徐州、郑州枢纽的堵塞问题也在其任上得到了解决，有“安全正点万里行”的说法。与当时科学院的负责人胡耀邦、教育部的负责人周荣鑫和七机部负责人张爱萍合称邓小平的“四大金刚”。1976年江青反革命集团反击所谓反击右倾翻案风，中批邓（小平）连万（里）。万里第二次被打倒。

### 改革开放
1977年6月任中共安徽省委第一书记，后兼任安徽省革委会主任。首先他大刀阔斧，“清帮治皖”；之后，支持小岗村包产到户，并在全省推广，成为中国改革开放之先锋和闯将。1980年后，任中共中央书记处书记，国务院副总理、国家农委主任、中央财经领导小组成员、中央外事领导小组副组长、中央绿化委员会主任、国家人防委员会主任，第七届全国人民代表大会常务委员会委员长。万里在任第七届全国人大常委会委员长的五年间，致力于中国的民主与法制建设。他强调不加强民主与法制建设，就不会长治久安。他積極推進立法工作，特别是经济立法。5年间，全国人大及其常委会制定法律和有关法律问题的决定87个，是此前历届全国人大立法最多的一届。他把法律的制定和法律实施的检查放在同等重要的地位，使全国人大工作有了突破性的进展。万里和彭真是历任全国人大常委会委员长中，唯二不是中央政治局常委的。

### 六四天安门事件
1989年，担任全国人民代表大会常务委员会委员长，相当于国会议长的万里在六四天安门事件关键阶段出访加拿大与美国，故而其态度与立场始终不明朗，但由于他與中共中央总书记赵紫阳长期的親密關係以及相近的政治事跡和主張，当时和之后的很多猜测都认为可能倾向于学生和民主政治改革。
5月10日，他在出国访问前的最后一次中央政治局会议中，表示将提议在全国人大常委会设立政府廉政委员会，得到总书记赵紫阳的赞同，因此外界普遍认为他属于改革派。5月12日，万里按计划出访，虽然他曾提议取消这个原定为期二十一天的访问，但赵紫阳错误地认为局势已经缓和，没有接受这个建议。
5月13日，学生运动发展到绝食阶段，情势发展超出了所有人预期。由于全国人民代表大会是《中华人民共和国宪法》规定的最高权力机关，而全国人大常委会有召集全国人大的权力，万里在北美期间成为学生与中国共产党高层积极关注的对象。
5月25日，万里提前返回时被安排转道上海，由时任中共上海市委书记江泽民接机并转达党中央指示。5月27日，万里按指示在上海发表了支持邓小平的言论，当天的元老会议上，中共元老决定拖延他返回北京的时间，而选定的下任中共中央总书记江泽民则先赴北京“熟悉情况”。5月31日，万里才回到北京，但是此后从未发表过任何与邓小平、李鹏等人意见相左的观点。

### 晚年岁月
1993年3月，在第八届全国人民代表大会上，76岁的万里经多次主动要求，中央批准，走下政坛，开始离休生活，其全国人大常委会委员长的职务由时任中共中央政治局常委乔石接任。他以身作则，废除实际存在的干部领导职务终身制。万里此后被认为有资格进入中国共产党非正式的“元老”行列，也是2007年薄一波去世后该阶层唯一的在世者。
2009年10月9日，万里考察天津，万季飞随其一同到访天津，时任中共天津市委书记张高丽、市长黄兴国等陪同，留有一张坐在轮椅上在津湾广场前的合影。

### 逝世

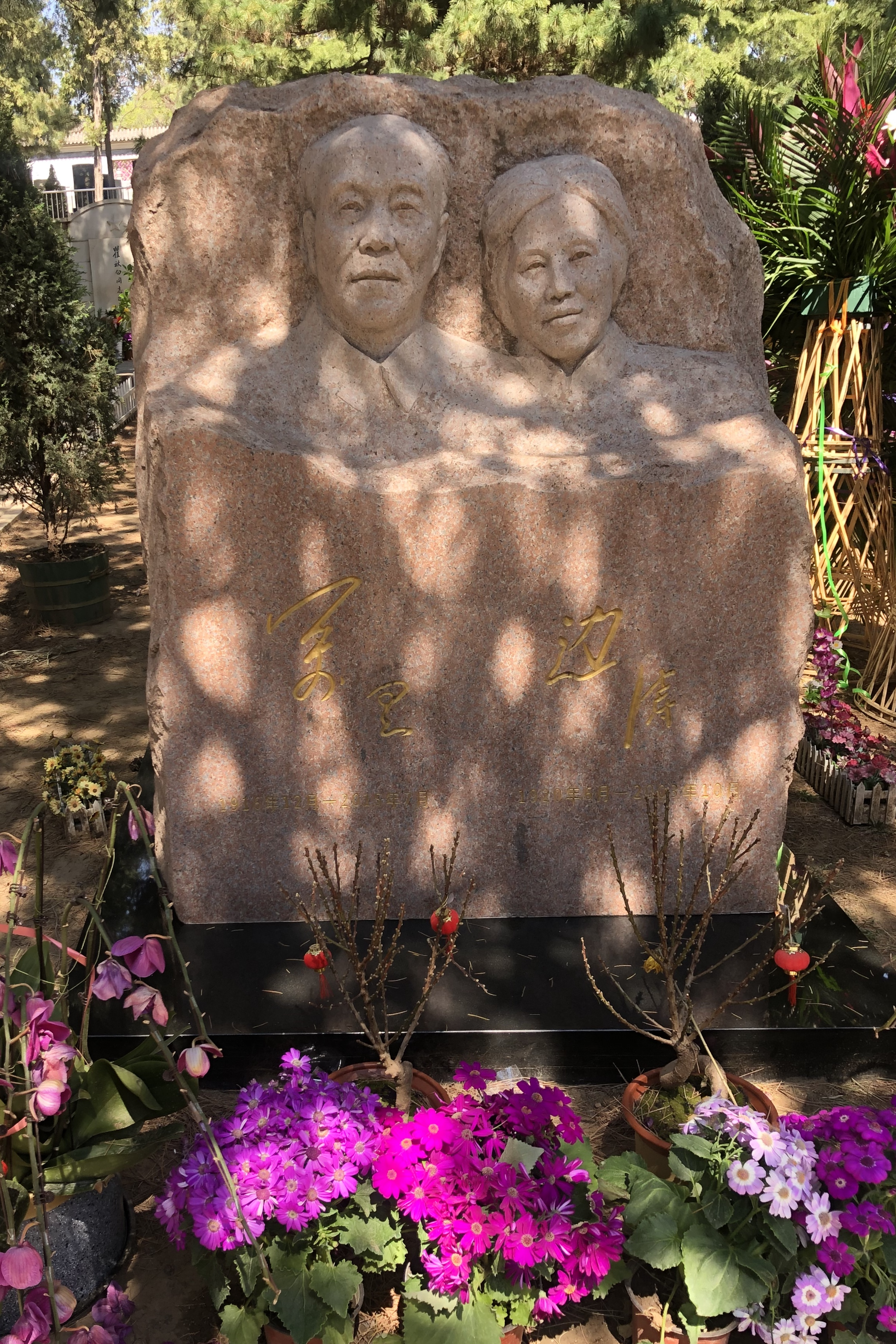
万里与其妻合葬墓，位于北京八宝山革命公墓园区内。

2015年7月15日下午，澎湃新闻引述万里之子万伯翱消息表示万里已于當天中午12点55分因病在北京逝世。不同寻常的是，这是由非官方主流媒体率先披露的前党和国家领导人死讯。此后，香港《苹果日报》、上海《东方早报》、网易等媒体也先后作了相关报道。
晚间7时，中央电视台在《新闻联播》中播报了中共中央、全国人大、国务院及全国政协四套班子发布的万里逝世讣告，讣告中评价万里为“中国共产党的优秀党员，久经考验的忠诚的共产主义战士，杰出的无产阶级革命家、政治家，党和国家的卓越领导人”，讣告全面地叙述了万里的生平，文末更对万里做出了极高评价，称万里“一生坚持真理，坚持正义，坚持原则，顾全大局，遵守党的纪律，维护党的团结，对改进作风、坚决惩治腐败坚定支持”。
晚间8时许，新华社也全文播发了四套班子的万里逝世讣告。
万里也成为邓小平主政时期的中共八大元老中最后一位辞世的。

## 评价
1977年，万里出任中共安徽省委第一书记，提出“清帮治皖”，支持和鼓励小岗村包产到户，并在全省推广，被人称为开中国改革开放风气之先。当时民众中亦有“要吃米，找万里（要吃粮，找紫阳）”的说法。
中共第二代领导集体核心邓小平曾说，中国的改革始于农村，农村的改革始于安徽，万里是有功的。万里一般被认为同后遭罢黜的前中共中央总书记胡耀邦和赵紫阳一样，是中共高层具开明意识的改革派成员。他被视为前中共中央总书记赵紫阳的亲密助手之一。
曾任中共中央书记处书记、国务院副总理的田纪云在2006年发表一篇祝万里88岁寿辰的文章可被视为相关评价的代表性文字。田纪云在文中直称万里是中国改革开放事业的“大功臣”，是农村开放的倡导者和组织者、民主法制建设的鼓吹者和推动者。
中國旅美學者陈破空指出万里的安徽經驗和赵紫阳的四川经验在全国推廣后，短短幾年時間，就基本上解決了新中国成立以来幾十年沒有解決的中國農民溫飽問題。顯然，這是趙紫陽和萬里對改革開放事業立下的頭功。
但是，对于作为时任全国人大常委会委员长的万里在六四天安门事件期间的作为，中国国内有不同评价。
中共中央、全国人大常委会、国务院、全国政协在万里逝世后发布讣告，稱萬里為“中国共产党的优秀党员，久经考验的忠诚的共产主义战士，杰出的无产阶级革命家、政治家，党和国家的卓越领导人”其中亦有提及万里“一生坚持真理，坚持正义，坚持原则，顾全大局，遵守党的纪律，维护党的团结，对改进作风、坚决惩治腐败坚定支持”。有分析指，“勇于改革”和“顾全大局”是中国官方予以万里一生评价中的核心态度和关键词。而这八个字背后暗合万里在两件事情上的态度和作为，即改革开放和六四天安门事件。

## 任职
- 1950年6月－1954年9月，西南军政委员会财政经济委员会委员；
- 1952年11月，中央人民政府建筑工程部副部长；
- 1954年－1955年4月，国务院建筑工程部副部长；
- 1955年4月，国务院城市建设总局局长；
- 1956年5月－1958年2月，城市建设部部长；
- 1958年3月－1966年10月，中共北京市委书记处书记；
- 1958年8月－1966年6月，北京市副市长；
- 1959年9月－1977年11月，北京第二至四届政协副主席；
- 1973年5月－1975年1月，中共北京市委书记、市革委会副主任；
- 1975年1月，铁道部部长；
- 1977年6月，中共安徽省委第一书记；
- 1978年1月－1979年12月，安徽省革委会主任，兼任省军区政委；
- 1980年4月－1988年4月，国务院副总理；
- 1980年8月－1982年5月，兼国家农委主任、党组书记；
- 1982年，中共第十二届中央政治局委员，中央书记处书记；
- 1987年，中共第十三届中央政治局委员；
- 1988年，第七届全国人大常委会委员长。
- 1993年，任期届满，退休。

## 著作
- 《万里同志关于环境保护的论述》1988年中国环境科学出版社。
- 《万里论城市建设》1994年中国城市出版社。
- 《万里文选》1995年人民出版社。包括1944年12月1994年10月的重要文章、讲话、谈话共115篇。其中主要是80年代以来的论著。
- 《万里论农村改革与发展》1996年中国民主法制出版社。
- 《万里论人民民主与法制建设》1996年中国民主法制出版社。
- 《万里论铁路改革与建设》1997年中国民主法制出版社。

## 家庭
- 妻子边涛，1920年出生于山东省长清县，獲譽為中国共产党的优秀党员。曾任北京市邮政局党委常委、副局长兼政治部主任。2003年10月19日11时45分因病医治无效在北京逝世，享年83岁。
- 子女五人，长子万伯翱，次子万仲翔，独女万淑鹏，三子万季飞，幼子万晓武。
- 孙女万宝宝。